# مالک رز
مالک رز (انگلیسی: Malik Rose؛ زادهٔ ۲۳ نوامبر ۱۹۷۴) بازیکن بسکتبال اهل ایالات متحده آمریکا است.
از باشگاه‌هایی که در آن بازی کرده‌است می‌توان به شارلوت هورنتس، سن آنتونیو اسپرز، اکلاهما سیتی تاندر، و نیویورک نیکس اشاره کرد.